# Sarah J. Maas
Sarah Janet Maas (ur. 5 marca 1986) – amerykańska pisarka powieści fantasy. Zadebiutowała w 2012 powieścią Szklany tron opublikowaną przez Bloomsbury. Książka zajęła pierwsze miejsce na liście bestsellerów New York Timesa.

## Życiorys
Urodziła się w Nowym Jorku 5 marca 1986. Ukończyła Hamilton College, gdzie studiowała religioznawstwo oraz kreatywne pisanie.

## Życie prywatne
Razem z mężem mieszka w Pensylwanii. 22 listopada 2017 ogłosiła na Instagramie, że razem z małżonkiem spodziewa się syna. Chłopiec przyszedł na świat latem 2018 i dostał na imię Taran.

## Kariera
Maas zaczęła pisać swoją pierwszą powieść, Szklany tron, w wieku szesnastu lat. Po napisaniu kilku rozdziałów historii na FictionPress.com okazało się, że jej praca jest jedną z najpopularniejszych. Wykasowała ją, mając zamiar spróbować wydać swoją powieść. Jej debiut  opiera się na baśni o Kopciuszku. Maas zadała sobie pytania: co by było, gdyby Kopciuszek był zabójcą, a nie sługą? Co, gdyby nie uczestniczyła w balu aby spotkać księcia, a po to, by go zabić?
W 2008 autorka zaczęła wysyłać swoją historię do agentów, którego znalazła w 2009. Szklany tron trafił do wydawnictwa Bloomsbury w marcu 2010, które następnie wykupiło prawa do dwóch kolejnych książek z serii. Historia trafiła do piętnastu krajów i została przetłumaczona na dwadzieścia trzy języki. Zostały także opublikowane nowelki, których akcja dzieje się dwa lata przez pierwszym tomem. Drugi tom serii, Korona w mroku, została uznana za bestseller New York Timesa. W 2015 ogłosiła, że Mark Gordon Company wykupiła prawa do telewizyjnej ekranizacji Szklanego tronu. Ostatnia część serii została wydana w 2018.
Dwór cierni i róż, druga z serii Maas, jest luźno oparta na Pięknej i Bestii. Początek historii został napisany w 2009, ale nie został opublikowany do 2015. Pojawiają się informacje, że ma również pojawić się jej ekranizacja.
16 maja 2018 autorka ogłosiła, że stworzy trzecią serię, która tym samym będzie jej pierwszą powieścią fantasy dla dorosłych. Cykl został nazwany "Księżycowe Miasto" i opublikowany przez Bloomsbury. Pierwszy tom zatytułowany Dom ziemi i krwi zadebiutował 3 marca 2020. Tom drugi Dom nieba i oddechu miał premierę 15 lutego 2022. Tom trzeci Dom płomienia i cienia miał premierę 30 stycznia 2024.

## Publikacje

### SeriaSzklany tron
- Zabójczyni (ang. The Assassin's Blade, ISBN 978-83-280-2004-7)
- Szklany tron (ang. Throne of Glass, ISBN 978-83-7747-884-4)
- Korona w mroku (ang. Crown of Midnight, ISBN 978-83-7747-884-4)
- Dziedzictwo ognia (ang. Heir of Fire, ISBN 978-83-7747-884-4)
- Królowa cieni (ang. Queen of Shadows, ISBN 978-83-280-2192-1)
- Imperium burz (ang. Empire of Storms, ISBN 978-83-280-3730-4)
- Wieża świtu (ang. Tower of Dawn, ISBN 978-83-280-5346-5)
- Królestwo popiołów[17] (ang. Kingdom of Ash, ISBN 978-1-61963-610-1)

### SeriaDwór cierni i róż
- Dwór cierni i róż (ang. A Court of Thorns and Roses, ISBN 978-83-280-2141-9)
- Dwór mgieł i furii (ang. A Court of Mist and Fury, ISBN 978-83-280-2175-4)
- Dwór skrzydeł i zguby (ang. A Court of Wings and Ruin, ISBN 978-83-280-2174-7)
- Dwór szronu i blasku gwiazd (ang. A Court of Frost and Starlight, ISBN 978-83-280-6044-9)
- Dwór srebrnych płomieni (ang. A Court of Silver Flames, ISBN  9788328092839)

### SeriaKsiężycowe miasto
- Dom ziemi i krwi. Część 1 (ISBN 978-83-280-5206-2)
- Dom ziemi i krwi. Część 2 (ISBN 978-83-280-8304-2)
- Dom nieba i oddechu. Część 1 (ISBN  9788328052079)
- Dom nieba i oddechu. Część 2 (ISBN  9788328098039)
- Dom płomienia i cienia.

### Inne
- Catwoman: Złodziejka dusz (ang. Catwoman: Soulstealer, ISBN 978-0-399-54969-4)